# Lamotte-Buleux
Lamotte-Buleux is een gemeente in het Franse departement Somme (regio Hauts-de-France) en telt 288 inwoners (1999). De plaats maakt deel uit van het arrondissement Abbeville.

## Geografie
De oppervlakte van Lamotte-Buleux bedraagt 6,2 km², de bevolkingsdichtheid is 46,5 inwoners per km².
De onderstaande kaart toont de ligging van Lamotte-Buleux met de belangrijkste infrastructuur en aangrenzende gemeenten.

## Demografie
Onderstaande figuur toont het verloop van het inwonertal (bron: INSEE-tellingen).